# Eigenbergspolder
De Eigenbergspolder is een voormalig waterschap in de Nederlandse provincie Groningen.
In het besluit van Gedeputeerde Staten is de taak van het waterschap niet omschreven, maar gelet op de grootte is het waarschijnlijk dat het om bemaling ging. 
Waterstaatkundig gezien ligt het gebied sinds 2000 binnen dat van het waterschap Noorderzijlvest.